# Ламент над Београдом
„Ламент над Београдом” је југословенски кратки ТВ филм из 1981. године. Режирао га је Андрија Ђукић а сценарио је написан по делу Милоша Црњанског.

## Улоге
| Глумац              | Улога |
| ------------------- | ----- |
| Миодраг Радовановић |       |